# Andrea Peron
Andrea Peron (Varese, 14 agosto 1971) è un ex ciclista su strada italiano.
Professionista dal 1993 al 2006, da dilettante fu campione del mondo nella cronometro a squadre nel 1991 e medaglia d'argento olimpica nella stessa specialità nel 1992.

## Carriera
Peron è diventato professionista nel 1993 con il team Gatorade. È stato un buon corridore a cronometro: conquistò il campionato italiano di specialità nel 2001, in seguito alla squalifica di Marco Velo per doping, e anche un quinto posto al campionato del mondo.
Spesso impiegato in ruoli di gregariato, riuscì comunque a piazzarsi 8º alla Vuelta a España 1996 e 10º al Tour de France 1999.
Dal 2002 ha corso per il Team CSC. Ha annunciato il ritiro al termine della stagione 2006.

## Palmarès
- 1990 (dilettanti)

Coppa Varignana
- 1992 (dilettanti)

Piccolo Giro di Lombardia
Classifica generale Sei Giorni del Sole
Coppa Fiera di Mercatale
Milano-Tortona
2ª tappa Course de la Paix
- 1994 (Team Polti, tre vittorie)

8ª tappa Tour DuPont (Asheville)
3ª tappa Hofbräu Cup (Bad Wildbad)
Hamilton Classic
- 1995 (Motorola, due vittorie)

2ª tappa Tour DuPont (Richmond)
Thrift Drug Classic
- 1996 (Motorola, due vittorie)

1ª tappa Vuelta a Castilla y León
Classifica generale Vuelta a Castilla y León
- 2001 (Fassa Bortolo, una vittoria)

Campionati italiani, Prova a cronometro
- 2003 (Team CSC, una vittoria)

Firenze-Pistoia
- 2005 (Team CSC, una vittoria)

Trofeo Città di Borgomanero (con Ivan Basso)

## Piazzamenti

### Grandi Giri
- Giro d'Italia

1999: 56º
2000: 74º
2001: 43º
2002: 73º
2005: 77º
- Tour de France

1993: non partito (11ª tappa)
1994: 61º
1995: 44º
1997: 56º
1999: 10º
2002: 53º
2003: 54º
2004: 64º
- Vuelta a España

1995: 79º
1996: 8º
2000: 58º
2005: 64º

### Classiche monumento
- Milano-Sanremo

1993: 134º
1994: 66º
1995: 81º
1996: 59º
1997: 122º
1998: 110º
2002: 63º
2003: 60º
- Giro delle Fiandre

1993: 62º
1994: 21º
1996: 42º
- Parigi-Roubaix

1994: 47º
- Liegi-Bastogne-Liegi

1994: 15º
1995: 61º
1996: 22º
1997: 74º
1998: 7º
1999: 47º
2001: 69º
2002: 99º
2003: 70º
- Giro di Lombardia

1993: 38º
1994: 27º
1995: 56º
1996: 10º
2002: 33º
2003: 20º
2006: 39º

### Competizioni mondiali
- Campionati del mondo su strada

Stoccarda 1991 - Cronometro a squadre: vincitore
Lugano 1996 - Cronometro: 5º
Verona 2004 - Cronometro: 11º
- Giochi olimpici

Barcellona 1992 - Cronometro: 2º